# Plaza de los Historiadores
La Plaza de los Historiadores, llamada también Plaza Tirso de Molina, se encuentra ubicada a un costado del Mercado de Abasto Tirso de Molina, en el cuadrante formado por las avenidas Recoleta, Santa María y las calles Gandarillas y Artesanos, en la comuna de Recoleta, en la ciudad de Santiago, Chile. Su nombre se debe al obelisco central de la plaza, homenaje a cuatro historiadores de la independencia de Chile: Diego José Benavente, Antonio García Reyes, Manuel Antonio Tocornal y Salvador Sanfuentes.
Luego de estar convertida en un microbasural por abandono, fue sometida a una remodelación inaugurada en el año 2008.